# Aristipo de Cirene
Aristipo de Cirene (em grego: Αρίστιππος ο Κυρηναίος, transl. Arístippos ho Kyrēnaíos; c. 435 – c. 356 a.C.), conhecido simplesmente como Aristipo, foi um filósofo grego e o primeiro dos discípulos de Sócrates e, dentre os discípulos de Sócrates, foi também o primeiro a ser remunerado por seus ensinamentos. Ganhou a vida escrevendo e lecionando em Atenas, Egina e na corte de Dionísio, o tirano de Siracusa. Na corte, ganhou a reputação de sibarita. Essa experiência levou-o a ensinar que os sábios não devem abdicar de sua liberdade em favor do Estado. Dizia ao seu mestre que não desejava pertencer à classe governante nem à classe governada.
Aristipo fundou a escola cirenaica (também conhecida como hedonista), segundo a qual o prazer era o bem supremo. Como Sócrates, Aristipo interessou-se quase que exclusivamente pela ética. Segundo ele, a vida ética deveria ser praticada para atingir um fim específico, que era o gozo de todo prazer imediato. Defendia, porém, o controle racional sobre o prazer, para que não se desenvolvesse uma dependência dos prazeres. Tanto a dor quanto o prazer eram vistos como uma espécie de movimento. O prazer seria um movimento leve e a dor um movimento violento. Já o êxtase era visto como a ausência, tanto de prazer quanto de dor — não sendo, portanto, nem agradável, nem doloroso.
Do que escreveu, nada restou, nem mesmo fragmentos. Tudo o que se conhece da reflexão filosófica de Aristipo decorre de comentários de terceiros.